# Secrets and Lies (ER)
Secrets and Lies is de zestiende aflevering van het achtste seizoen van de televisieserie ER, die voor het eerst werd uitgezonden op 7 maart 2002.

## Verhaal
Een SM-meesteres komt op de SEH te liggen. Z zij heeft een tas vol met seksattributen bij. Deze tas wekt de interesse van dr. Kovac, dr. Lewis, dr. Carter, Lockhart en Gallant. Terwijl zij met de attributen aan het spelen zijn, worden zij betrapt door dr. Weaver die dit niet op prijs stelt. Zij stuurt hen voor straf een dag naar een cursus omgaan met seksuele misdragingen. Tijdens de cursus komen er spanningen bloot te liggen tussen dr. Carter en dr. Kovac, wat uitmondt in een bloedig potje schermen. Dr. Lewis en Lockhart komen nader tot elkaar. Op het eind van de dag beëindigt dr. Lewis de relatie tussen haar en dr. Carter, omdat zij denkt dat hij nog gevoelens heeft voor Lockhart. Ondertussen wordt er op de SEH gespeculeerd over de waarschijnlijke scheiding tussen dr. Greene en dr. Corday.

## Rolverdeling

### Hoofdrollen
- Noah Wyle - Dr. John Carter
- Laura Innes - Dr. Kerry Weaver
- Goran Višnjić - Dr. Luka Kovac
- Sherry Stringfield - Dr. Susan Lewis
- Ming-Na - Dr. Jing-Mei Chen
- Maura Tierney - verpleegster Abby Lockhart
- Laura Cerón - verpleegster Chuny Marquez
- Gedde Watanabe - verpleger Yosh Takata
- Deezer D - verpleger Malik McGrath
- Lyn Alicia Henderson - ambulancemedewerker Pamela Olbes
- Brian Lester - ambulancemedewerker Brian Dumar
- Sharif Atkins - Michael Gallant
- Troy Evans - Frank Martin

### Gastrollen (selectie)
- Brad Grunberg - man met masker
- Stewart Skelton - John Taylor
- Patricia Thielemann - meesteres Medusa
- Jan Devereaux - Francis